# 데우칼리온
데우칼리온(Deucalion)은 그리스 신화에 나오는 신으로, 테살리아 지방의 프티아(Phthia) 주변을 다스렸다. 프로메테우스와 클리메네의 아들로, 에피메테우스와 판도라의 딸인 피라와 결혼하여 그리스인의 조상 헬렌을 낳았다. 그의 신화는 《구약성서》의 노아의 방주 이야기와 유사한 구성을 하고 있다.
또 다른 데우칼리온으로는 미노스와 파시파에의 아들이자 카트레우스, 글라우코스, 안드로게오스의 형제인 데우칼리온이 있다. 이 데우칼리온은 테세우스의 친구이며 칼리돈의 사냥에 참가했다. 메리오네스의 조부이기도 하다.

## 신화
이 신화는 프로메테우스의 아들인 데우칼리온에 관한 것이다.
인간이 청동의 시대를 지나 철의 시대로 넘어가자, 인간의 사악한 본성이 하늘을 찔렀다. 이에 분개한 제우스가 인류를 홍수로 멸망시키려 했을 때, 아버지인 프로메테우스의 조언을 들었던 데우칼리온은 미리 방주를 만들어 생필품을 실어 재앙을 피할 수 있었다. 데우칼리온은 아내와 함께 방주를 타고 9일 밤낮을 떠도는데, 결국에는 포키스의 파르나소스 산에 도착하였다. 그들이 제우스에게 제물을 바치고 어리둥절해하는 피라에게, 신탁을 이해한 데우칼리온이 '어머니는 대지이며, 어머니의 뼈는 돌일 것'이라 하여 두사람이 돌멩이를 들어 머리 너머로 던지자 데우칼리온이 던진 돌로부터 남자가, 피라가 던진 돌로부터 여자가 탄생하였다고 한다.